# سلاح جو جيش الشعب الوطني
سلاح الجو للجيش الشعبي الألماني (بالألمانية:Luftstreitkräfte der Nationalen Volksarmee) ، ويعرف القوات الجوية لألمانيا الشرقية ، ويختصر GDR ولقبه Landstreitkräfte.
أنشئ القوات الجوية لألمانيا الشرقية عام 1953 ، وكانت غالبية مقتنيات الجيش الألماني الشرقي تشتري من حليفها الاتحاد السوفيتي ، ومن أشهر الطائرات التي تملكها الجيش الألماني الشرقي وهي : طائرات من شركات سوخوي و طائرات الميغ ونحو ذلك، أنهارت القوات الألمانية الشرقية عام 1990 ، وتم نقل جميع الصواريخ الاعتراضية والطائرات الحربية لحكومة ألمانيا الاتحادية.

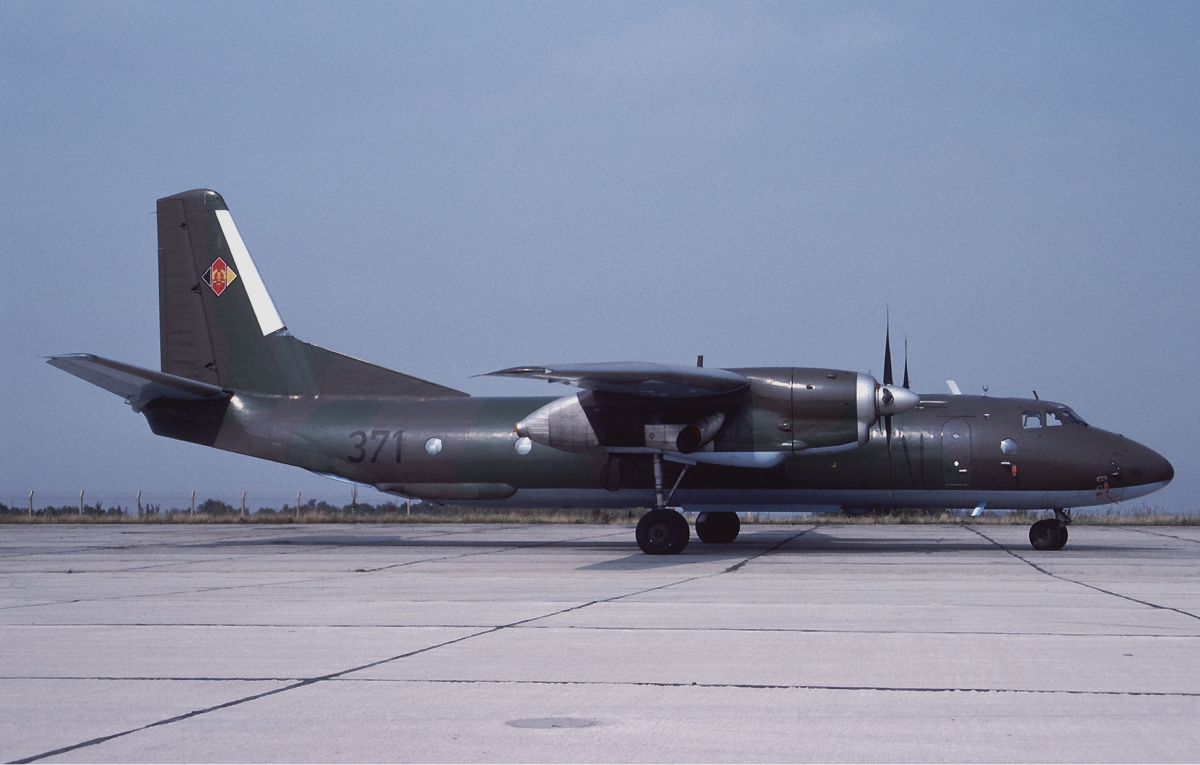
إحدى الطائرات العسكرية لألمانيا الشرقية عام 1990

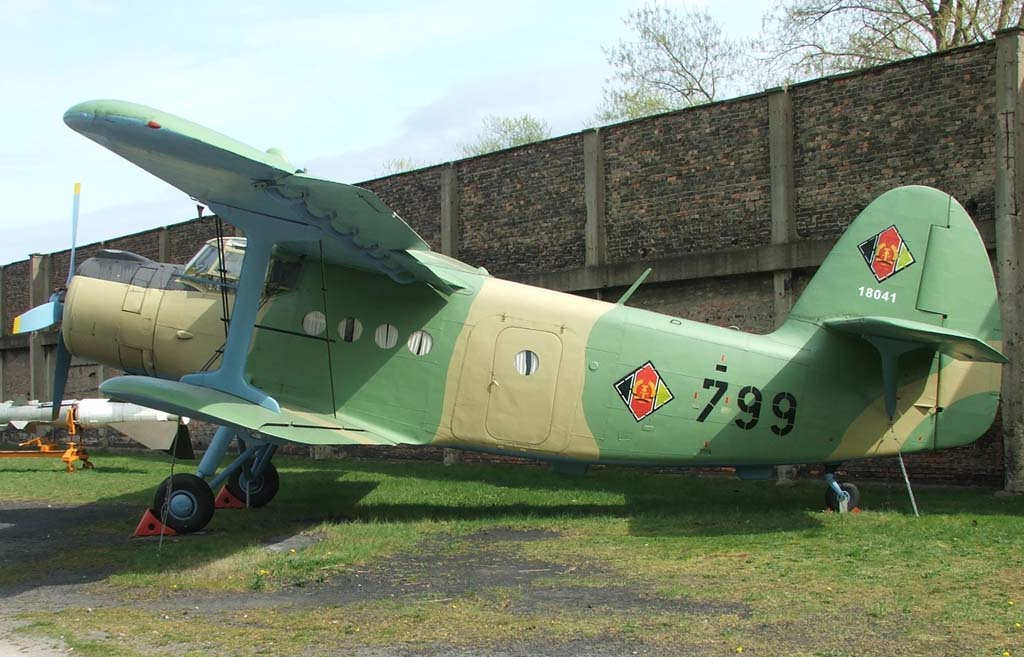
طائرة آي أن-2 الألمانية الشرقية معروضة في المتحف العسكري الألماني عام 2007.

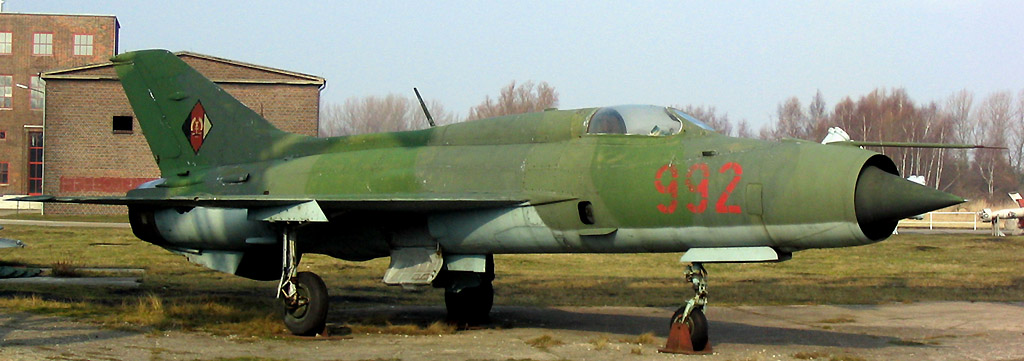
طائرة ميغ 21 تملكها الجيش الألماني الشرقي سابقاً.

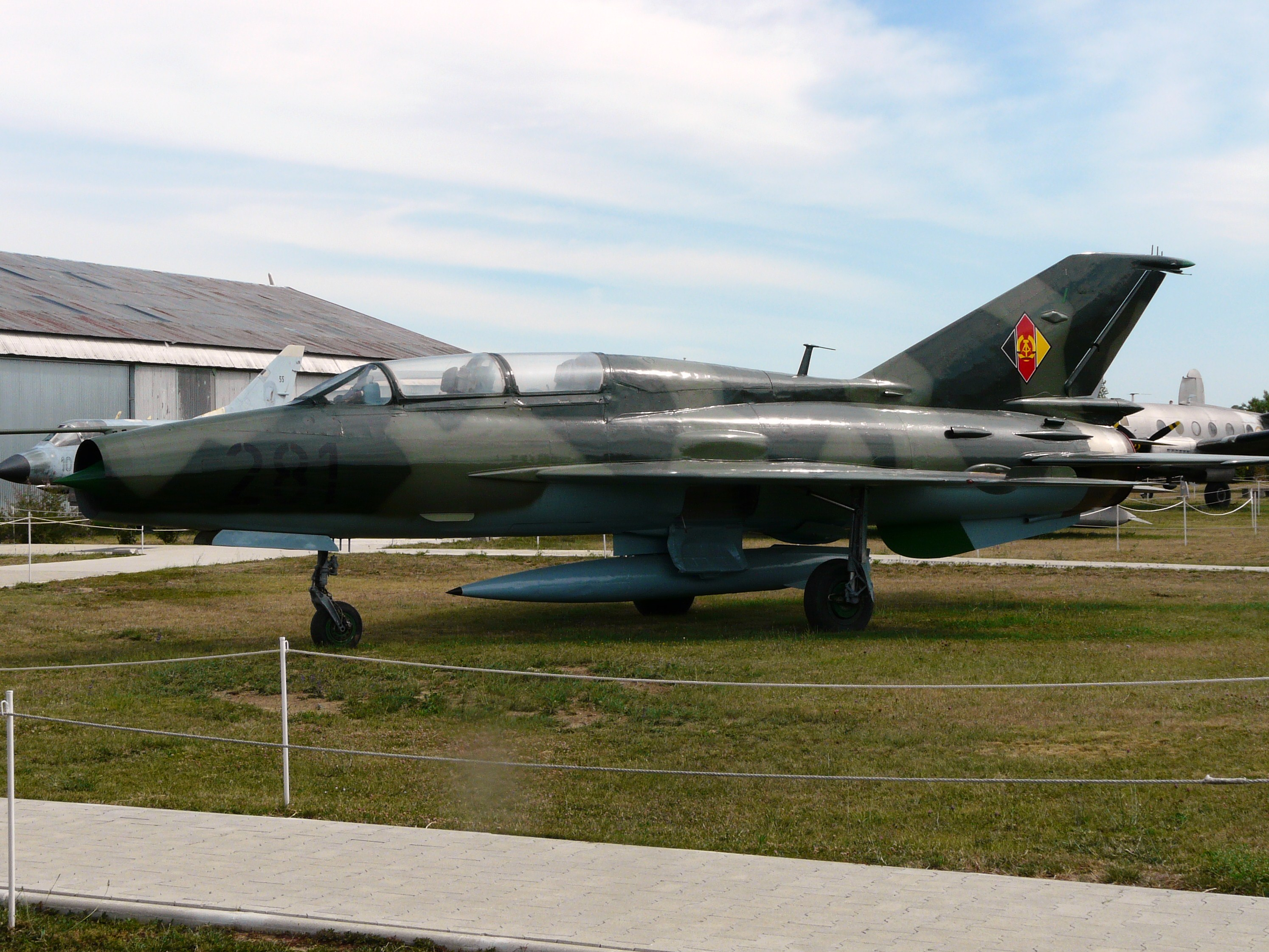
ميغ 21 كان يملكها الجيش الألماني الشرقي، وهي الآن في المتحف الفرنسي.

## وصلات خارجية
- http://www.DDR-LUFTWAFFE.de/
- http://www.transportflieger.eu
- http://www.luroko.de